# Димитрова (Донецкая область)
Димитрова (укр. Димитрова) / Видродження, Возрождение (укр. Відродження) — село на Украине, находится в Шахтёрском районе Донецкой области. Под контролем самопровозглашённой Донецкой Народной Республики.

## География

#### Соседние населённые пункты по странам света
С: Никишино
СЗ: Ильинка, Каменка, Ольховатка
СВ: Круглик
З: Полевое, Кумшацкое
В: Весёлое, Тимофеевка
ЮЗ: Орлово-Ивановка
ЮВ: Стрюково, Рассыпное
Ю: Петропавловка

## История
12 мая 2016 года Верховная Рада Украины присвоила селу название Видродження в рамках кампании по декоммунизации на Украине. Переименование не было признано властями самопровозглашенной ДНР.

## Население
Население по переписи 2001 года составляло 43 человека.

## Общие сведения
Код КОАТУУ — 1425286803. Почтовый индекс — 86220. Телефонный код — 6255.

## Адрес местного совета
86263, Донецкая обл., Шахтёрский р-н, с. Рассыпное, ул. Ленина, 24; тел. 92-4-42.